# Odontomyia yangi
Odontomyia yangi är en tvåvingeart som beskrevs av Yang 1995. Odontomyia yangi ingår i släktet Odontomyia och familjen vapenflugor. Inga underarter finns listade i Catalogue of Life.